# Așa tată așa Moș Crăciun
Așa tată așa Moș Crăciun sau Operațiunea Crăciunul (titlu original: Like Father, Like Santa) este un film TV în care joacă Harry Hamlin și William Hootkins. A avut premiera pe Fox Family în 1998 în cadrul blocului de programe 25 Days of Christmas (25 de zile de Crăciun).
Scenariul a fost scris de Mark Valenti, cunoscut pentru filme de familie și proiecte ca Orășelul Leneș, Rugrats și Mannheim Steamroller's Christmas Angel.

## Rezumat
Tyler Madison este proprietarul celei mai mari fabrici de jucării din lume, dar afacerea sa îi ocupă cea mai mare parte a timpului, astfel că își neglijează soția și fiul. Acțiunile sale fără scrupule iau sfârșit însă în momentul în care are o revelație extraordinară. El redescoperă magia Crăciunului și se apropie din nou de familia sa, pe care a neglijat-o prea mult timp.

## Actori
- Harry Hamlin ca Tyler Madison
- Megan Gallagher ca Elyse Madison
- Curtis Blanck ca Danny Madison
- William Hootkins ca Moș Crăciun
- Gary Frank ca Smitty
- Roy Dotrice ca Ambrose Booth
- Stuart Pankin ca Snipes
- Gary Coleman ca Ignatius
- Jimmy Briscoe ca Fitzroy
- Michael Munoz ca Whoops
- George Sharperson ca Jake
- John Pontrelli ca Chester
- Jennifer MacWilliams ca Maureen
- Lex Robbins ca Kyle
- Tommy Woods ca Zac
- Stanley Kamel ca Leland Jennings
- Kelly Wilson ca Secretar
- Larry Robbins ca Comentator
- Maree Cheatham	ca D-na Fischer
- Matt Gotleib ca John McCarty